# Aleksander Gruszecki
Aleksander Gruszecki herbu Lubicz (zm. w 1654 roku) – pisarz ziemski kamieniecki w 1654 roku, komornik graniczny kamieniecki w 1652 roku.
Poseł sejmiku halickiego na sejm zwyczajny 1652 roku, poseł z nieznanego sejmiku na sejm zwyczajny 1654 roku.